# منطقه هکنی لندن
منطقه هکنی لندن (به انگلیسی: London Borough of Hackney) یک منطقه در بریتانیا است که در لندن بزرگ واقع شده‌است.
این منطقه ۱۹.۰۶ کیلومتر مربع مساحت و ۲۱۲٬۲۰ نفر جمعیت دارد.

## خواهرخوانده
شهرهای حیفا، هان. موندن، بریج‌تاون، سورزن، گوتینگن، سینت‌جورجس و آستین، تگزاس خواهرخوانده‌های منطقه هکنی لندن هستند.